# Chernogorsk
Chernogorsk (tiếng Nga: Черногорск) là một thành phố Nga. Thành phố này thuộc chủ thể Cộng hòa Khakassia. Thành phố có dân số 73.077 người (theo điều tra dân số năm 2002). Đây là thành phố lớn thứ 213 của Nga theo dân số năm 2002. Dân số qua các thời kỳ: